# Чемпионат СССР по классической борьбе 1973
42-й Чемпионат СССР по классической борьбе проходил в Таллине с 22 по 25 апреля 1973 года. В соревнованиях участвовало 225 борцов.

## Медалисты
| Весовая категория   | Золото                                             | Серебро                                      | Бронза                                            |
| ------------------- | -------------------------------------------------- | -------------------------------------------- | ------------------------------------------------- |
| Наилегчайший вес    | Владимир Зубков «Буревестник» (Минск)              | Владимир Нецветаев Вооружённые Силы (Москва) | Жаксылык Ушкемпиров «Кайрат» (Семипалатинск)      |
| Легчайший вес       | Валерий Арутюнов «Динамо» (Ереван)                 | В. Ключников «Спартак» (Московская область)  | Николай Машковский «Колос» (Киев)                 |
| Полулёгкий вес      | Фархат Мустафин Вооружённые Силы (Москва)          | Эдуард Файнштейн «Буревестник» (Минск)       | Юрий Соколов Вооружённые Силы (Ульяновск)         |
| Лёгкий вес          | Виктор Ермошин «Спартак» (Саранск)                 | Нельсон Давидян «Динамо» (Киев)              | В. Ни «Спартак» (Астрахань)                       |
| 1-й полусредний вес | Шамиль Хисамутдинов «Спартак» (Московская область) | Валерий Спиридонов Вооружённые Силы (Таллин) | Анатолий Быков «Буревестник» (Алма-Ата)           |
| 2-й полусредний вес | Имант Клинтсон «Даугава» (Рига)                    | Сергей Шевырёв Вооружённые Силы (Москва)     | Михаил Внуков «Спартак» (Новосибирск)             |
| 1-й средний вес     | Анатолий Назаренко «Динамо» (Алма-Ата)             | Аво Талпас «Калев» (Кохтла-Ярве)             | Олев Кииренд «Динамо» (Таллин)                    |
| 2-й средний вес     | Валерий Резанцев «Динамо» (Алма-Ата)               | Эстате Гогличидзе «Динамо» (Кутаиси)         | Владимир Нечаев Вооружённые Силы (Ростов-на-Дону) |
| Полутяжёлый вес     | Николай Балбошин «Динамо» (Москва)                 | Михаил Саладзе «Динамо» (Тбилиси)            | Владимир Ракаев «Динамо» (Ивано-Франковск)        |
| Тяжёлый вес         | Шота Морчиладзе «Буревестник» (Тбилиси)            | Владимир Сусич Вооружённые Силы (Минск)      | Анатолий Зеленко «Красное Знамя» (Минск)          |